# Las fenicias
Fenicias (Φοίνισσαι / Phoínissai) es una tragedia de Eurípides datada en torno al año 410 a. C. La trama de la obra está basada en una parte del Ciclo Tebano, y tiene un claro precedente en la tragedia de Esquilo Los siete contra Tebas.
El nombre de «fenicias» es debido al coro de mujeres procedentes de esa región que interviene en la tragedia. Este coro se dirigía al oráculo de Delfos, y se relaciona con el origen del fundador de Tebas: Cadmo, que procedía de Sidón (Fenicia).

## Personajes
- YOCASTA: madre y esposa de Edipo.
- Un PEDAGOGO de Antígona.
- ANTÍGONA: hija de Yocasta y Edipo.
- POLINICES: hijo de Yocasta y Edipo.
- ETEOCLES: hijo de Yocasta y Edipo.
- CREONTE: hermano de Yocasta.
- TIRESIAS: adivino.
- MENECEO:[1] hijo de Creonte.
- Dos MENSAJEROS.
- EDIPO: hijo y esposo de Yocasta.
- Coro de FENICIAS.

## Argumento

### Marco
Yocasta, madre de Edipo, se casó con él sin saber su parentesco, y tuvo con él a Eteocles, a Polinices, a Ismene y a Antígona. Al enterarse de que era hijo de ella, Edipo, que se había convertido en rey de Tebas, se cegó a sí mismo, y sus hijos lo encerraron, y él los maldijo con que se repartieran el reino mediante afilado hierro.
Para tratar de evitar la maldición, Eteocles y Polinices acordaron turnarse para reinar en Tebas en años alternos: mientras uno reinase, el otro viviría fuera de esa ciudad.
Sin embargo, tras el primer año, Eteocles no quiso ceder su turno a Polinices, y lo desterró. El exiliado fue a Argos, y allí se casó con Argía, hija del rey Adrasto, y reunió un ejército para atacar Tebas.

### Intento de mediación
Yocasta ha convencido a Polinices de que, antes de recurrir a las armas, se reúna con su hermano y trate de llegar a un acuerdo con él.
Entretanto, desde la parte superior del palacio, un pedagogo muestra a Antígona el ejército argivo y sus principales jefes: Hipomedonte, Tideo, Partenopeo, Adrasto, Polinices, Anfiarao y Capaneo.
Polinices, desconfiando, entra en la ciudad. Allí su madre, Yocasta, lo recibe con alegría por volver a verlo, pero le reprocha su boda con la hija de Adrasto, con la que ha conseguido la alianza política con los argivos. 
Polinices le cuenta los males que ha soportado por estar exiliado y que su boda y la de Tideo (que había sido también desterrado de su patria) fueron propuestas por Adrasto porque un oráculo había dicho que casaría a sus hijas con un león y un jabalí, y que les ha prometido ayuda a ambos para restituirlos en sus respectivos reinos.

### Fracaso de la vía del diálogo
Cuando llega Eteocles, los dos hermanos dan sus argumentos ante Yocasta. Polinices indica que su hermano no cumplió la promesa de alternarse con él cada año en el trono de Tebas, y se muestra dispuesto a cumplir el acuerdo de los reinados alternos, si Eteocles rectifica.
Eteocles no está dispuesto a ceder, y arguye que su hermano tenía que haber tratado de llegar a un acuerdo sin traer un ejército consigo.
Yocasta intenta mediar; señala a Eteocles que está dominado por la ambición y que la riqueza y la posición que ahora tiene no son propiedad suya sino de los dioses, y él debe limitarse a administrarlas con responsabilidad. A Polinices le dice que, si recurre a la fuerza de las armas, habrá consecuencias desgraciadas tanto si logra conquistar Tebas como si no. 
Ninguno de los dos quiere ceder, y Polinices se marcha de la ciudad y se reúne con su ejército.

### Plan de defensa de Tebas
Eteocles se reúne con su tío Creonte, y entre ambos trazan un plan de defensa. Puesto que los argivos cuentan con siete capitanes y cada uno de ellos va a atacar una de las puertas de Tebas, las fuerzas defensoras también tendrán siete batallones con los siete mejores guerreros tebanos para defender las puertas. 
Eteocles, además, hace dos encargos a Creonte:
- Que su hijo Hemón se case con Antígona.

- Que, si vencen los tebanos, evite que sea enterrado el cadáver de Polinices.

### Oráculo de Tiresias
El adivino Tiresias y su hija comparecen ante Creonte y su hijo Meneceo.
Ante la pregunta de Creonte de qué se debe hacer para salvar la ciudad, Tiresias trata de evitar responder. Creonte insiste, y entonces Tiresias vaticina que la ciudad solo se salvará si Meneceo es sacrificado y degollado y su sangre es vertida en la guarida del dragón que en tiempos pasados mató Cadmo, el fundador de la ciudad, para aplacar así la cólera de Ares.
Pero cuando se va el adivino, Creonte ordena a su hijo que abandone la ciudad y que vaya a Dódona, para evitar su sacrificio. Meneceo hace creer a su padre que obedecerá, pero en realidad su intención es la de aceptar sacrificarse por la salvación de la ciudad.

### Asedio de Tebas
Un mensajero informa a Yocasta de que Meneceo se ha matado. A continuación, el ejército argivo, con sus siete capitanes al frente, ha emprendido el asedio, con el ataque de las siete puertas:
- Partenopeo, atacando la puerta Neista.
- Anfiarao, la puerta Prétide.
- Hipomedonte, la puerta Ogigia.
- Tideo, la puerta Homoloide.
- Polinices, las puertas Creneas.
- Capaneo, la puerta Electra.
- Adrasto, la séptima puerta.

A continuación, el mensajero cuenta cómo ha fulminado Zeus con un rayo a Capaneo cuando trataba este de escalar la fortaleza. Los tebanos, viendo que los dioses les eran propicios, han causado grandes estragos en las filas argivas.

### Duelo singular
El mensajero sigue contando a Yocasta cómo están a punto de batirse en duelo singular sus hijos Eteocles y Polinices, y la apremia para que acuda por si ella y Antígona pueden evitar el enfrentamiento.
Creonte, que está llorando a su hijo, es informado por otro mensajero del desenlace del duelo: para que les fueran propicias en el combate, Eteocles ha invocado a Atenea, y Polinices a Hera. Luego han luchado ferozmente hasta que Eteocles ha herido de muerte a su hermano, pero este, en el último aliento, le ha clavado la espada, y ambos han muerto.
Yocasta, que llegaba en ese momento, tras oír las últimas palabras de sus hijos se ha atravesado la garganta con una espada.
Los ejércitos vuelven al combate y los tebanos vencen y hacen huir a los argivos.

### Funerales y destierro de Edipo
Antígona informa del desenlace a su padre, Edipo, que se lamenta de ello, Llega Creonte, nuevo rey, y destierra a Edipo para evitar que Tebas sufra nuevos males por su culpa. 
Creonte prohíbe que Polinices sea enterrado, pero Antígona, desafiándolo, dice que ella le dará sepultura. Creonte se lo impide, y le dice que debe casarse con su hijo Hemón; pero Antígona sigue rebelándose indicando que, si no se le permite enterrar a Polinices, matará a Hemón o se irá desterrada con su padre.
Creonte, al fin, le dice que se marche con Edipo, pero este se niega a que su hija comparta con él ese destino. Tras tocar los cadáveres de sus familiares, Edipo dice que se irá a Colono. Al final, Edipo parte al destierro acompañado de su hija Antígona.